# Че Нуннелі
Че Нуннелі (нід. Ché Nunnely, нар. 9 лютого 1999, Алмере, Нідерланди) — нідерландський футболіст суринамського походження, вінгер клубу «Геренвен».

## Ігрова кар'єра

### Клубна
Че Нуннелі почав займатися футболом у своєму рідному місті Алмере. Пізніше він грав за молодіжні команди «Утрехта» та «Аякса». На професійному рівні футболіст дебютував у січні 2017 року в складі «Йонг Аякс» в турнірі Другого дивізіону чемпіонату Нідерландів.
Влітку 2019 року вінгер перейшов до клубу «Віллем ІІ», з яким підписав трирічний контракт. В складі цієї команди Нуннелі зіграв першу гру в елітному дивізіоні — 2 серпня 2019 року Нуннелі вийшов у стартовому складі на матч проти «Зволле» і в першій своїй грі відзначився результативною передачею.
В січні 2023 року Нуннелі приєднався до «Геренвена» до кінця сезону з опцією на викуп контракту гравця. 4 лютого футболіст провів першу гру в новій команді. В березні клубна опція його контракту активувалась і контракт було продовжено до літа 2025 року.

### Збірна
З 2014 року Че Нуннелі виступав за юнацькі збірні Нідерландів всіх  вікових категорій. У 2015 році в складі юнацької збірної Нідерландів (U-17) Нуннелі брав участь в юнацькому чемпіонаті Європи в Азербайджані. У 2017 році футболіст грав на турнірі Євро (U-19) в Грузії.
У 2020 році футболіст отримував виклики до молодіжної збірної Нідерландів але на полі не з'являлвся.

## Титули
Йонг Аякс
- Переможець Еерстедивізі: 2017/18[10]